# أمير علاء
أمير علاء كاظم الكناني وهو لاعب كرة قدم عراقي-كندي، من مواليد 20 أبريل 2001، يلعب في صفوف نادي فانكوفر لكرة القدم في الدوري الكندي الممتاز.

## حياته الشخصية
ولد أمير علاء في في العراق وانتقل الى كندا في سن السابعة من عمره، لعب كرة القدم للشباب في الدوري الإكوادوري.

## مسيرتة الدراسية
في عام 2019 التحق بكلية جورج براون حيث لعب مع فريق كرة القدم للرجال في الجامعة وفي 14 أكتوبر 2019، سجل أربعة أهداف مع فريق جامعتة، وحصل على جائزة رياضي الاسبوع خلال فترة دراسته فيها.

## روابط خارجية
- أمير الكناني على موقع قاعدة بيانات كرة القدم.إي يو (الإنجليزية)
- أمير الكناني على موقع Soccerway.com (الإنجليزية)
- أمير الكناني على موقع كووورة